# Казнев Монто
Казнев Монто (фр. Cazeneuve-Montaut) насеље је и општина у јужној Француској у региону Миди Пирене, у департману Горња Гарона која припада префектури Сен Годан.
По подацима из 2011. године у општини је живело 70 становника, а густина насељености је износила 15,25 становника/km². Општина се простире на површини од 4,59 km². Налази се на средњој надморској висини од 365 метара (максималној 422 m, а минималној 312 m).

## Демографија
| 1962. | 1968. | 1975. | 1982. | 1990. | 1999. | 2011. |
| ----- | ----- | ----- | ----- | ----- | ----- | ----- |
| 45    | 71    | 56    | 54    | 58    | 54    | 70    |

График промене броја становника у току последњих година